# Deaflympics d'hiver de 2024
Les Deaflympics d'hiver de 2024, officiellement appelés les 20e Deaflympics d'hiver, se déroulent du 2 au 12 mars 2024 à Erzurum en Turquie. Les Jeux rassemblent 534 athlètes de 34 pays.
La compétition, programmé initialement pour 2023, devait se dérouler dans les deux villes d'Ankara et de Kayseri en Anatolie centrale, mais ont été relocalisé à Erzurum en raison des deux tremblements de terre qui ont ravagé les régions du sud-est de la Turquie.

## Désignation de la ville hôte
Le Québec propose d'abord d'accueillir les jeux, mais se retire avant qu'accord soit établi, puis l'Autriche annonce sa candidature. Finalement, après le retrait de l’Autriche, le Comité international des sports des sourds se rapproche de la Turquie qui s'était portée candidate pour l'organisation des Deaflympics d'hiver de 2027.
Les deux provinces d'Ankara et de Kayseri sont choisies : hockey sur glace, curling, mais aussi futsal et échecs à Ankara d'un côté ; ski alpin, ski de fond et snowboard à Kayseri. Finalement, le gouvernement turc choisit de relocaliser l'ensemble des épreuves à Erzurum.

## Sport
Les Deaflympics d'hiver de 2024 rassemblent six sports. Si on retrouve des sports d'hiver de neige (ski alpin, ski de fond, snowboard) et de glace (curling), il y a également des épreuves d'échecs (déjà programmées en 2019) et de futsal. Il n'y a pas de tournoi de hockey sur glace
- Ski alpin (6)
- Ski de fond
- Snowboard
- Curling (3)
- Échecs
- Futsal

## Lieux
- Konaklı Ski Resort, Palandöken : Ski alpin
- Kandilli Cross Country Skiing & Biathlon Centre, Aşkale : Ski de fond
- Palandöken Ski Resort, Palandöken : Snowboard
- Curling Hall, Yakutiye : Curling
- Erzurum Youth Center, Yakutiye : Échecs
- Aziziye Indoor Sports Hall, Aziziye : Futsal
- Erzurum Technical University Sports Hall, Aziziye : Futsal

## Pays participants
- Algérie (12)
- Allemagne (21)
- Arménie (4)
- Autriche (6)
- Bosnie-Herzégovine (6)
- Brésil (30)
- Chine (27)
- Croatie (13)
- France (5)
- Grande-Bretagne (13)
- Grèce (1)
- Hongrie (17)
- Inde (7)
- Iran (13)
- Irlande (9)
- Italie (42)
- Japon (39)
- Kazakhstan (27)
- Corée du Sud (18)
- Koweït (13)
- Lettonie (2)
- Mongolie (2)
- Pakistan (1)
- Ouzbékistan (9)
- Pays-Bas (12)
- Pologne (32)
- Serbie (4)
- Slovaquie (2)
- Espagne (21)
- Suisse (8)
- République tchèque (14)
- Thaïlande (14)
- Turquie (55)
- Ukraine (35)

## Compétition

### Ski alpin
| Épreuve          | Or                  | Argent         | Bronze              |
| Super-G          | Nicolas Sarremejane | Bruno Lukaszyk | Thomas Luxcey       |
| Combiné          | Bruno Lukaszyk      | Thomas Luxcey  | Nicolas Sarremejane |
| Slalom parallèle | Bruno Lukaszyk      | Luca Loranzi   | Matus Duris         |

| Épreuve          | Or            | Argent          | Bronze              |
| Super-G          | Melissa Koeck | Yuki Tanae Yuki | Nele Schutzbach     |
| Combiné          | Melissa Koeck | Nele Schutzbach | Mélanie Rembaud     |
| Slalom parallèle | Melissa Koeck | Nele Schutzbach | Celina Niederhauser |

### Ski de fond
| Épreuve                      | Or                                             | Argent                         | Bronze                                     |
| Sprint 1,3km                 | Yaroslav Hulovatyy                             | Ruslan Denysenko               | Qiu Guoxiung                               |
| 10km Classique               | Ruslan Denysenko                               | Andriy Andriyishyn             | Dmytro Mazhaiev                            |
| 15KM Libre                   | Dmytro Mazhaiev                                | Ruslan Denysenko               | Volodymyr Pyshniak                         |
| Sprint par équipes Classique | Ukraine- Andriy Andriyishyn - Ruslan Denysenko | Chine- Boyi Liu - Qiu Guoxiung | France- Loïc Cros - Antoine Collomb-Patton |

| Épreuve                      | Or                                   | Argent                                             | Bronze                             |
| Sprint 1,3km                 | Yelizaveta Nopriienko                | Mao Xiangxiang                                     | Zhang Weiqin                       |
| 5km Classique                | Yelizaveta Nopriienko                | Zhang Weiqin                                       | Mao Xiangxiang                     |
| 10KM Libre                   | Yelizaveta Nopriienko                | Zhang Weiqin                                       | Mao Xiangxiang                     |
| Sprint par équipes Classique | Chine- Mao Xiangxiang - Zhang Weiqin | Ukraine- Yelizaveta Nopriienko - Anastasiaa Lavryk | Corée du Sud- Sunju Lee - Kwan Kim |

### Snowboard
| Épreuve                | Or           | Argent            | Bronze           |
| Slalom Géant parallèle | Yang Bin     | Federico Orlando  | Lan Yipeng       |
| Slalom parallèle       | Raphael Petr | Yang Bin          | Federico Orlando |
| Banked Slalom          | Yang Bin     | Thomas Belingheri | Choi Yongseok    |

| Épreuve                | Or          | Argent       | Bronze       |
| Slalom Géant parallèle | Zhao Yueyue | Wang Lulu    | Inka Wada    |
| Slalom parallèle       | Zhao Yueyue | Lisa Zoerweg | Inka Wada    |
| Banked Slalom          | Zhao Yueyue | Wang Lulu    | Lisa Zoerweg |

### Curling
| Épreuve         | Or      | Argent       | Bronze  |
| Double masculin | Chine   | Corée du Sud | Ukraine |
| Double féminin  | Ukraine | Hongrie      | Chine   |
| Double mixte    | Ukraine | Corée du Sud | Japon   |

### Échecs
| Épreuve          | Or              | Argent           | Bronze       |
| Blitz            | Pawel Piekielny | Bogban Bozinovic | Dragan Zivic |
| Échecs rapides   | Pologne         | Ukraine          | Ukraine      |
| Classique femmes | Ukraine         | Pologne          | Hongrie      |
| Classique hommes | Croatie         | Pologne          | Kazakhstan   |

### Futsal
| Épreuve          | Or      | Argent | Bronze    |
| Tournoi masculin | Iran    | Japon  | Brésil    |
| Tournoi féminin  | Espagne | Brésil | Allemagne |

### Tableau des médailles
- Pays organisateur (Turquie)

| Rang | Nation | Or | Argent | Bronze | Total |
| ---- | ------ | -- | ------ | ------ | ----- |